# Fantasound
Fantasound va ser un dels primers processos de gravació de so estereofònic desenvolupat per l'enginyer de so William E. Garity i el mesclador John N. A. Hawkins de l'Estudi Walt Disney entre 1938-1940, per a la pel·lícula d’animació Fantasia, creant així la primera pel·lícula comercial amb so multicanal. Aquest procés va donar lloc al desenvolupament del que avui en dia es coneix com a so envoltant.

## Orígens
La idea del Fantasound la va tenir Walt Disney, qui estava disgustat amb la qualitat dels sistemes convencionals de gravació i reproducció de so del Cinema d’animació i del director Leopold Stokowski, qui havia participat en gravacions estereofòniques experimentals entre 1931 i 1932 i havia viscut una llarga experiència amb el so multicanal el 1933.
Stokowski ja havia gravat amb un sistema de so de nou pistes a l’Acadèmia de Música de Filadèlfia durant la realització del film One Hundred Men and a Girl per a Universal Pictures el 1937. No obstant, aquesta pel·lícula només va ser llançada amb so monoaural i se’n desconeix cap versió en estèreo.

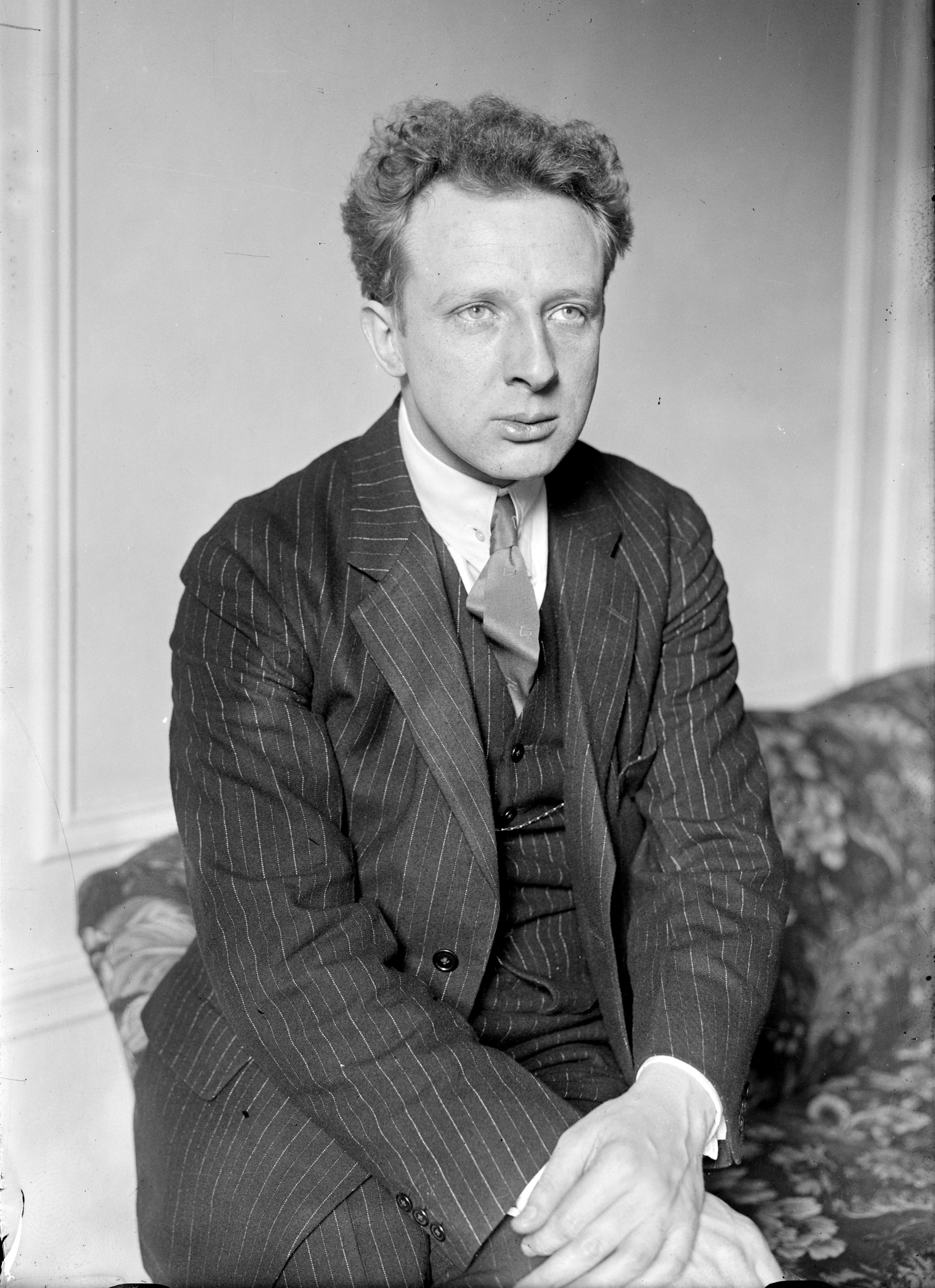
Leopold Stokowski

Disney havia estat present en l'escena de gravació de so el gener de 1938 quan Stokowski va dirigir músics d’estudi per la gravació de la banda sonora del que pretenia ser un curtmetratge animat de Disney, L’aprenent de bruixot. Com que s'havia avançat en l’animació dels dibuixos animats i la barreja de la banda sonora, Disney va decidir ampliar-ho a una pel·lícula de cinema animat. Ell també havia apreciat el ric so que va escoltar durant la gravació. Va demanar al seu equip d’enginyers de so, dirigit per William E. Garity, arribar a una millor solució que els processos estàndards de gravació de so en pel·lícula disponibles fins aquell moment, els quals Disney sentia que sonaven metàl·lics i poc dinàmics per l'experiència que ell volia que fos Fantasia. La raó del rang dinàmic limitat que tenien les pel·lícules òptiques era l’alt soroll que tenia la superfície, cosa que exigia l’ús de compressió del nivell d’àudio, augmentant els sons suaus pel que se sentia per damunt del soroll.

## Realització
Garity i el seu equip van treballar durant molts mesos per tal de completar el procés que van anomenar Fantasound. En el procés Fantasound, es van utilitzar diversos micròfons per registrar les diferents parts d’un paisatge sonor (en aquest cas, una orquestra) en pistes separades. Tota la música, a excepció de L’aprenent de bruixot i les parts vocals de l'Ave Maria, es van registrar el 1939 a l’Acadèmia de Música de Filadèlfia, llar de l’Orquestra d’aquesta ciutat.
El so va ser gravat en vuit pistes d’amplada variable: sis d’elles van ser les diferents seccions de l’orquestra, la sèptima va ser una barreja de les sis pistes i la vuitena va ser de tota l’orquestra per tal de captar la reverberació. Aquestes pistes van ser barrejades posteriorment en tres pistes òptiques sonores d’amplada doble. Les tres pistes d’àudio, i una quarta de “control”, van ser impreses en una tira de pel·lícula de 35mm, la qual es va sincronitzar a un film Technicolor per separat.
La pel·lícula resultant es va executar a una sala que estava equipada amb entre 30 i 80 altaveus individuals (depenent dels recursos disponibles), instal·lats darrere de la pantalla i en tot el perímetre del sostre d’aquesta. Fantasound va comptar amb un ampli rang dinàmic major que el dels films sonors convencionals, permetent així un so més fort i ple. Això es va aconseguir mitjançant la gravació d’una pista de control juntament amb les tres pistes d’àudio. La pista de control va consistir en diversos tons que corresponen a diferents nivells de volum. Aquests senyals d’àudio automàticament ajusten els nivells de volum dels amplificadors utilitzats per reproduir el so. Ajustant el volum a la reproducció també ajusta el nivell de soroll, per la qual cosa els passatges tranquils no són absorbits i els passatges forts forts poden ser pujats sense distorsió.
L'Estudi Walt Disney va comprar vuit oscil·ladors Model 200B (a 71,50$ cadascun) de Bill Hewlett i Dave Packard pel seu ús en la certificació d’instal·lacions Fantasound als cinemes, convertint-se així en un dels primers clients de Hewlett-Packard Corporation.
Disney també havia volgut un altre grup d’enginyers per que estudiessin un procés de filmació de pantalla panoràmica que tingués una relació d’aspecte de 2.20:1 aproximadament, la mateixa que Disney aconseguiria més tard al film La bella dorment (1959), i també un sistema d’aerosols per perfumar amb diferents olors la sala en els moments apropiats, com per exemple al segment de El trencanous. Aquests plans però, mai es van dur a terme completament.
El distribuïdor de l’Estudi Walt Diney en aquell moment, RKO Radio Pictures, es va resistir a les despeses addicionals de cada lloc on s'exhibís Fantasia amb equipament d’àudio addicional i, per tant, va retirar la distribució de la pel·lícula. Walt Disney es va veure obligat a convertir-se, per primera vegada, en el seu propi distribuïdor, i va haver de planificar i finançar una gira d’exhibició per Fantasia.

## El debut deFantasia
Fantasia i Fantasoud finalment van debutar a Nova York el 13 de novembre de 1940. Fantasound va ser aclamat com una meravella tècnica, però aquest sistema de so no es va expandir més enllà dels compromisos inicials de la gira a Nova York, Los Angeles, Boston, Filadèlfia, Chicago, Detroit, San Francisco, Baltimore, Washington, Minneapolis, Buffalo, Pittsburgh i Cleveland. William E. Garity de Disney y Watson, de RCA, més tard van donar les seves raons: 
- La quantitat d’equipament i el temps necessari per fer la instal·lació.
- A causa dels temps d’instal·lació, les sales principals no estaven disponibles per Disney, ja que alguns cinemes de primera classe de diverses comunitats havien establert una normativa i la instal·lació dels equips en general requerien del tancament del cinema per uns dies.
- L’arribada de les condicions de la guerra va impedir la possibilitat de desenvolupar unitats mòbils que podrien haver reduït el temps d’instal·lació i les despeses.
- Les variacions en la normativa legal a tot Estats Units, tant de personal com ordenances locals, afectant a les despeses de funcionament i instal·lació.
- El factor de l'espai de les sales de projecció, en particular, va ser un problema de gran importància.

Per tant, l'abril de 1941, quan Disney va permetre a RKO assumir la distribució de Fantasia, la primera cosa que RKO va fer va ser una remescla de la pel·lícula en so monofónic per després retallar la pel·lícula a 80 minuts.
El 1942, un premi de l’Acadèmia especial es va donar “Per Walt Disney, William E. Garity, John Hawkins NA i la fabricació de l'empresa RCA, per la seva contribució excel·lent a la promoció de l’ús del so al cinema a través de la producció de Fantasia”.

## Restauració
El so estereofònic no va ser restaurat a Fantasia fins al seu llançament posterior en 1956, quan també es va estirar la imatge per adaptar-se a les dimensions d’una pantalla panoràmica SuperScope. La transferència de so es va fer amb línies telefòniques d’alta qualitat, perquè l'equip Fantasound òptic i l'equip de gravació magnètica es trobaven en llocs diferents i no podien unir-se- Això va donar lloc a una certa perduda de resposta dels aguts, però les còpies van mantindré el rang dinàmic original.
La pel·lícula va ser rellançada el 1982 amb una gravació de la banda sonora completament nova de la música de la pel·lícula feta en estèreo de 16 bits digitals amb Irwin Kostal dirigint una orquestra d’estudi. Aquesta versió de la pel·lícula encara no ha estat publicada en vídeo domèstic.
Les reedicions més recents de Fantasia (1990 a sales de cinema, 2000 – 2010 en DVD i Blu-ray) van restaurar la banda original de Stokowski amb una recreació del concepte Fantasound original. Es creu que les còpies mestres òptiques de so han estat destruïdes o deteriorades, per la qual cosa els restauradors moderns van fer servir còpies que van ser fetes al film magnètic del rellançament de 1956.